# Campeonato Paranaense de Futebol de 1929
O Campeonato Paranaense de 1929 foi a 15° edição do principal campeonato estadual de futebol profissional. Após problemas na edição anterior, o campeonato foi decidido entre os time da Liga Curitibana de Futebol, da Liga Pontagrossense de Futebol e  da Liga Regional de Paranaguá. O campeão foi o Clube Atlético Paranaense, sendo vice o Operário e terceiro o Rio Branco Sport Club. 
O Atlético foi o primeiro campeão estadual a terminar o certame invictamente e Stanco, do Coritiba, voltou a ser o goleador com 17 gols. O número de gols marcados subiu para 237 marcados em relação a edição anterior.
Houve três estreias de clubes de Curitiba no campeonato: Aquidaban Sport Club, Bangu Futebol Clube e Brasil Sport Club. O Paranaense Futebol Clube faria sua estreia, porém, não atuou em nenhum jogo. Também, estrearam clubes da Liga de Ponta Grossa, Castro, Palmeira, e da Liga de Paranaguá, Morretes e Antonina.

## Clubes Participantes
Fase Final
| Equipe                             | Cidade       | Região                           | Classificado por                                             | Estádio | Capacidade | Títulos        | Participações |
| ---------------------------------- | ------------ | -------------------------------- | ------------------------------------------------------------ | ------- | ---------- | -------------- | ------------- |
| Operário Ferroviário Esporte Clube | Ponta Grossa | Microrregião de Ponta Grossa     | Campeão do Torneio da Liga Pontagrossense de Futebol de 1929 | --      | --         | 0 (não possui) | 6             |
| Rio Branco Sport Club              | Paranaguá    | Litoral Paranaense               | Campeão do Torneio da Liga Regional de Paranaguá de 1929     | --      | --         | 0 (não possui) | 3             |
| Clube Atlético Paranaense          | Curitiba     | Região Metropolitana de Curitiba | Campeão do Torneio da Liga Curitibana de Futebol de 1929     | --      | --         | 1 (1925)       | 5             |

- 1° Lugar  Clube Atlético Paranaense
- 2° Lugar  Operário
- 3° Lugar  Rio Branco Sport Club

Finais
- 23 de janeiro de 1930
- Atlético 7 – 0 Paranaguá

- 9 de fevereiro de 1930
- Atlético 3 – 1 Operário [3]

## Regulamento
Campeonato dividido em Ligas, o campeão de cada liga, se enfrentariam para conhecer o campeão estadual.

## Campeão
| Campeonato Paranaense de 1929       |
| ----------------------------------- |
| Clube Atlético Paranaense 2° Título |